# حسن علي خان برها
قُطْبُ المُلْكِ النَّوَابُ السَيِّدُ حَسَن عَلِيّ خَان بَرهَا (بالفارسية: قُطبُ‌المُلکِ نَوَابُ سَیدُ حَسَن عَلی خَان بَرهَا، وبالأردية: قُطبُ المُلکِ نَوَاب سَید حَسَن عَلِی خَان بَرہَا) (1077هـ - 1135هـ المُوافق فيه 1666م - 12 تشرين الأوَّل (أكتوبر) 1722م) المعروف اختصارًا بِـ«قطب الملك» أو «النواب السيد ميان الثاني» أو «عبد الله خان الثاني»، هو رجُل دولة وصانع مُلُوك ومن أكابر قادة الجُند في دولة المغول الهنديَّة، تولَّى الوزارة العُظمى لِلبلاد وقد بلغ مبلغًا من القوَّة أن أصبح الحاكم الحقيقي لِلديار الهنديَّة واستمرَّ أمرُه من سنة 1125هـ المُوافقة لِسنة 1713م حتَّى سنة 1133هـ المُوافقة لِسنة 1720م. وكان أحد «الأخوان السادة» اللَّذين قُدِّر لهُما الهيمنة على مقادير الحُكم وتحديد الذَّات السُلطانيَّة التي تعتلي العرش في دلهي.
كان الابن الأكبر لحاكم أجمير، السيد ميان عبد الله خان الأول، ورث لاحقًا ألقاب والده بالإضافة إلى اسم عبد الله خان ولكن كثيرًا ما يشار إليه أيضًا باسم قطب الملك. خلع الأباطرة بإرادتهم، أصبح كل من عبد الله خان وشقيقه حسين علي خان من أقوى الشخصيات في البلاط المغولي في أوائل القرن الثامن عشر.